# Amstelbach
De Amstelbach is een beek in Duitsland in de deelstaat Noordrijn-Westfalen ten noorden van de stad Aken. De beek ontspringt aan de voet van de Vetschauer Berg bij Richterich/Vetschau en vloeit uiteindelijk op de grens met Nederland met de Crombacherbeek en de Bleijerheiderbeek samen in de Anstelerbeek.
Een zijbeek is de Horbach met de Steinkaulbach bij Horbach.
Plaatsen aan de beek zijn Vetschau, Richterich, Uersfeld (buurtschap) en Kohlscheid.
Het water van de beek voedt ook de slotgracht van kasteel Uersfeld.

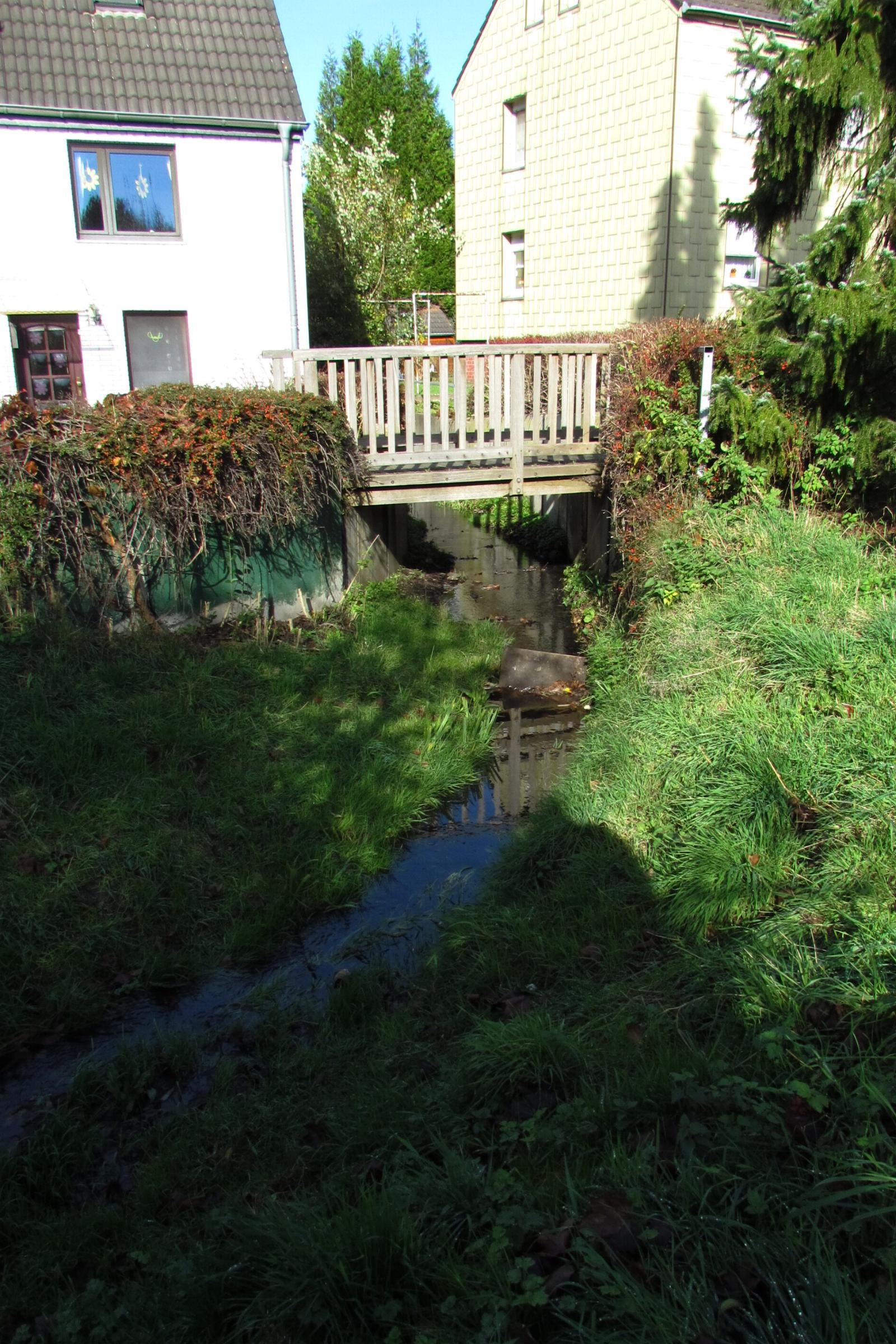
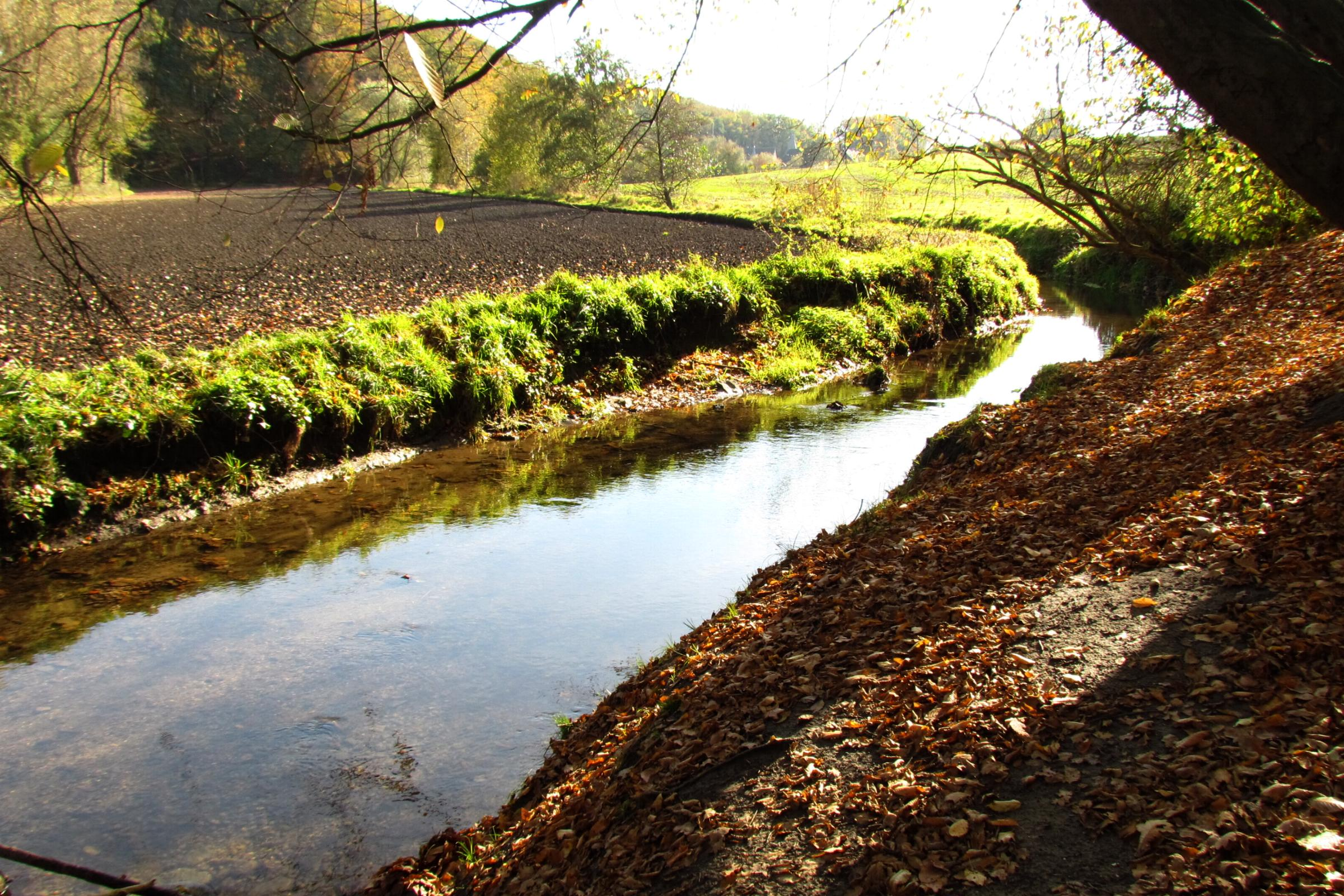